# Liste der Baudenkmäler in Lauben (Oberallgäu)

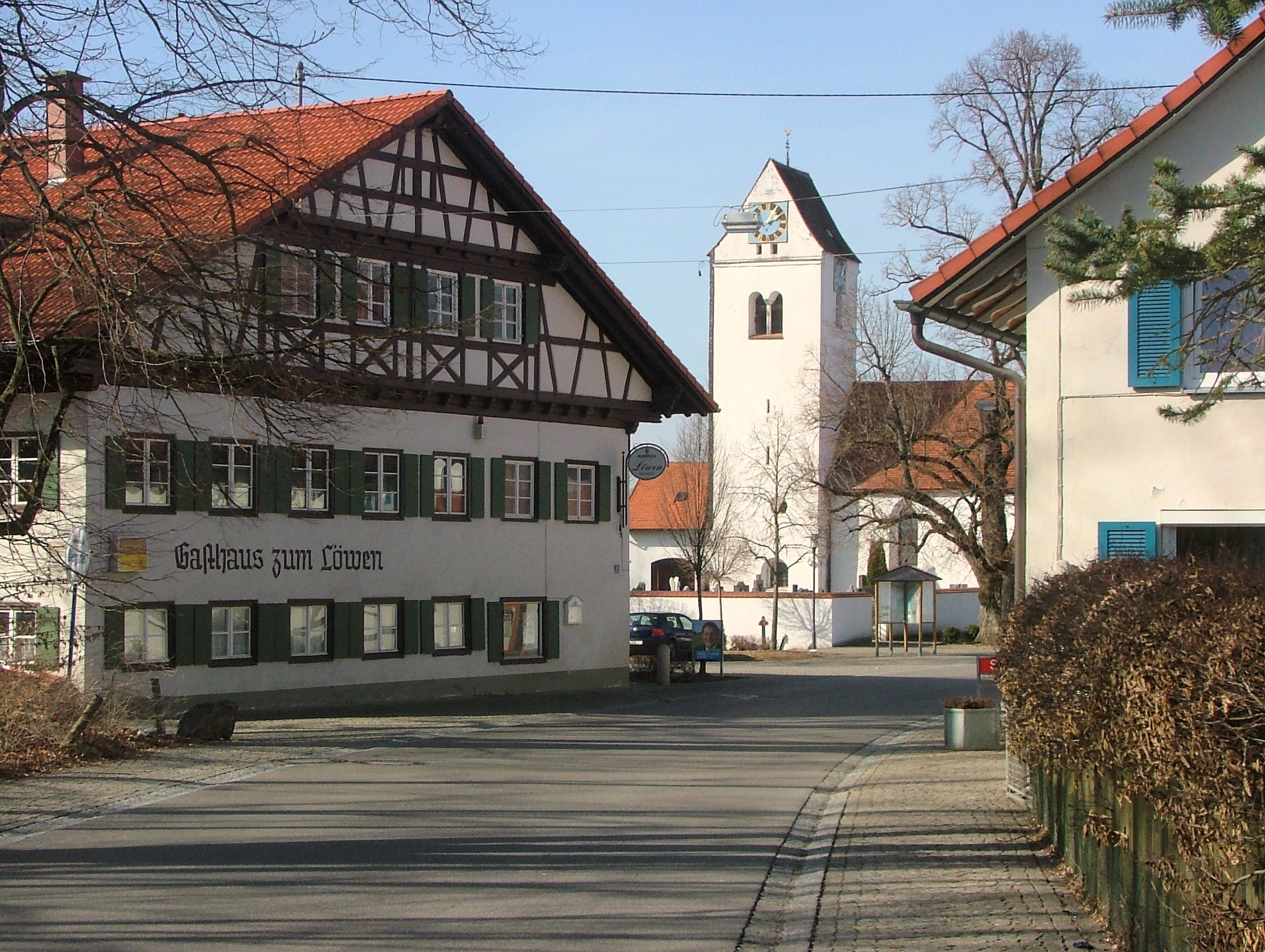
Dorfmitte von Lauben

Auf dieser Seite sind die Baudenkmäler in der schwäbischen Gemeinde Lauben zusammengestellt. Diese Tabelle ist eine Teilliste der Liste der Baudenkmäler in Bayern. Grundlage ist die Bayerische Denkmalliste, die auf Basis des Bayerischen Denkmalschutzgesetzes vom 1. Oktober 1973 erstmals erstellt wurde und seither durch das Bayerische Landesamt für Denkmalpflege geführt wird. Die folgenden Angaben ersetzen nicht die rechtsverbindliche Auskunft der Denkmalschutzbehörde.

## Baudenkmäler nach Ortsteilen

### Lauben
| Lage                              | Objekt                                                                       | Beschreibung | Akten-Nr.    | Bild           |
| --------------------------------- | ---------------------------------------------------------------------------- | --- | ------------ | -------------- |
| Hirschdorfer Straße 9 (Standort)  | Bauernhaus                                                                   | Mitterstallbau mit Hochtenne, zweigeschossiger, verschindelter und verputzter Satteldachbau, 18./19. Jahrhundert | D-7-80-125-5 | Bauernhaus     |
| Hirschdorfer Straße 12 (Standort) | Ehemalige Katholische Pfarrkirche St. Ulrich und Afra, jetzt Friedhofskirche | Saalbau mit dreiseitig geschlossenem Chor und südwestlichem Satteldachturm, im Kern spätgotisch, im 1. Viertel 16. Jahrhundert erneuert, Erweiterung und Umgestaltung 1673, Turm 1716; mit Ausstattung; Teil der Friedhofsmauer mit Portal, mit weitgehend erneuerten Fresken, um 1520 | D-7-80-125-1 | weitere Bilder |

### Heising
| Lage                                   | Objekt          | Beschreibung                                                                         | Akten-Nr.    | Bild            |
| -------------------------------------- | --------------- | ------------------------------------------------------------------------------------ | ------------ | --------------- |
| Bahnlinie Kempten – Neu-Ulm (Standort) | Eisenbahnbrücke | Sogenannte Leubas-Brücke der Illerbahn, fünfbogiger Hau- und Bruchsteinbau, 1861–62. | D-7-80-125-6 | Eisenbahnbrücke |

### Stielings
| Lage                              | Objekt                                       | Beschreibung | Akten-Nr.    | Bild                                         |
| --------------------------------- | -------------------------------------------- | --- | ------------ | -------------------------------------------- |
| Brücke über die Leubas (Standort) | Bogenbrücke über die Leubas                  | Bogenbrücke über die Leubas, im 19. Jahrhundert in Haustein errichtet, im frühen 20. Jahrhundert in Stampfbeton verbreitert | D-7-80-125-8 | Bogenbrücke über die Leubas                  |
| Nepomukweg 3 (Standort)           | Ehemalige Papiermühle                        | später Schrotmühle, zweigeschossiger Bau mit abgewalmtem Dach, im Kern wohl zweite Hälfte 18. Jahrhundert                   | D-7-80-125-4 | Ehemalige Papiermühle                        |
| Nepomukweg 4 (Standort)           | Katholische Kapelle St. Johannes von Nepomuk | Rechteckbau mit eingezogenem, halbrundem Schluss und Dachreiter mit Spitzhelm, Chor 1731, Langhaus 1741; mit Ausstattung    | D-7-80-125-3 | Katholische Kapelle St. Johannes von Nepomuk |

## Ehemalige Baudenkmäler
In diesem Abschnitt sind Objekte aufgeführt, die früher einmal in der Denkmalliste eingetragen waren, jetzt aber nicht mehr. Objekte, die in anderem Zusammenhang also z. B. als Teil eines Baudenkmals weiter eingetragen sind, sollen hier nicht aufgeführt werden. Aktennummern in diesem Abschnitt sind ehemalige, jetzt nicht mehr gültige Aktennummern.

| Lage                             | Objekt                           | Beschreibung | Akten-Nr.    | Bild                             |
| -------------------------------- | -------------------------------- | --- | ------------ | -------------------------------- |
| Heising Kapellenweg 2 (Standort) | Katholische Kapelle St. Wendelin | Rechteckbau mit eingezogenem, dreiseitigem Schluss und nördlichem Satteldachturm, 1922, erweitert 1963; mit historischer Ausstattung. | D-7-80-125-2 | Katholische Kapelle St. Wendelin |